# Valgus arabicus
Valgus arabicus är en skalbaggsart som beskrevs av Nonfried 1895. Valgus arabicus ingår i släktet Valgus och familjen Cetoniidae. Inga underarter finns listade i Catalogue of Life.